# Lipogramma
Lipogramma es un género de peces de la familia Grammatidae, del orden Perciformes. Este género marino fue descrito por primera vez en 1960 por James Erwin Böhlke.

## Especies
Especies reconocidas del género:
- Lipogramma anabantoides J. E. Böhlke, 1960
- Lipogramma evides C. R. Robins & P. L. Colin, 1979
- Lipogramma flavescens Gilmore & R. S. Jones, 1988
- Lipogramma haberorum C. C. Baldwin, Nonaka & D. R. Robertson, 2016[2]
- Lipogramma klayi J. E. Randall, 1963
- Lipogramma levinsoni C. C. Baldwin, Nonaka & D. R. Robertson, 2016[2]
- Lipogramma regia C. R. Robins & P. L. Colin, 1979
- Lipogramma robinsi Gilmore, 1997
- Lipogramma rosea C. R. Gilbert, 1979
- Lipogramma trilineata J. E. Randall, 1963